# Tibet (Comiczeichner)

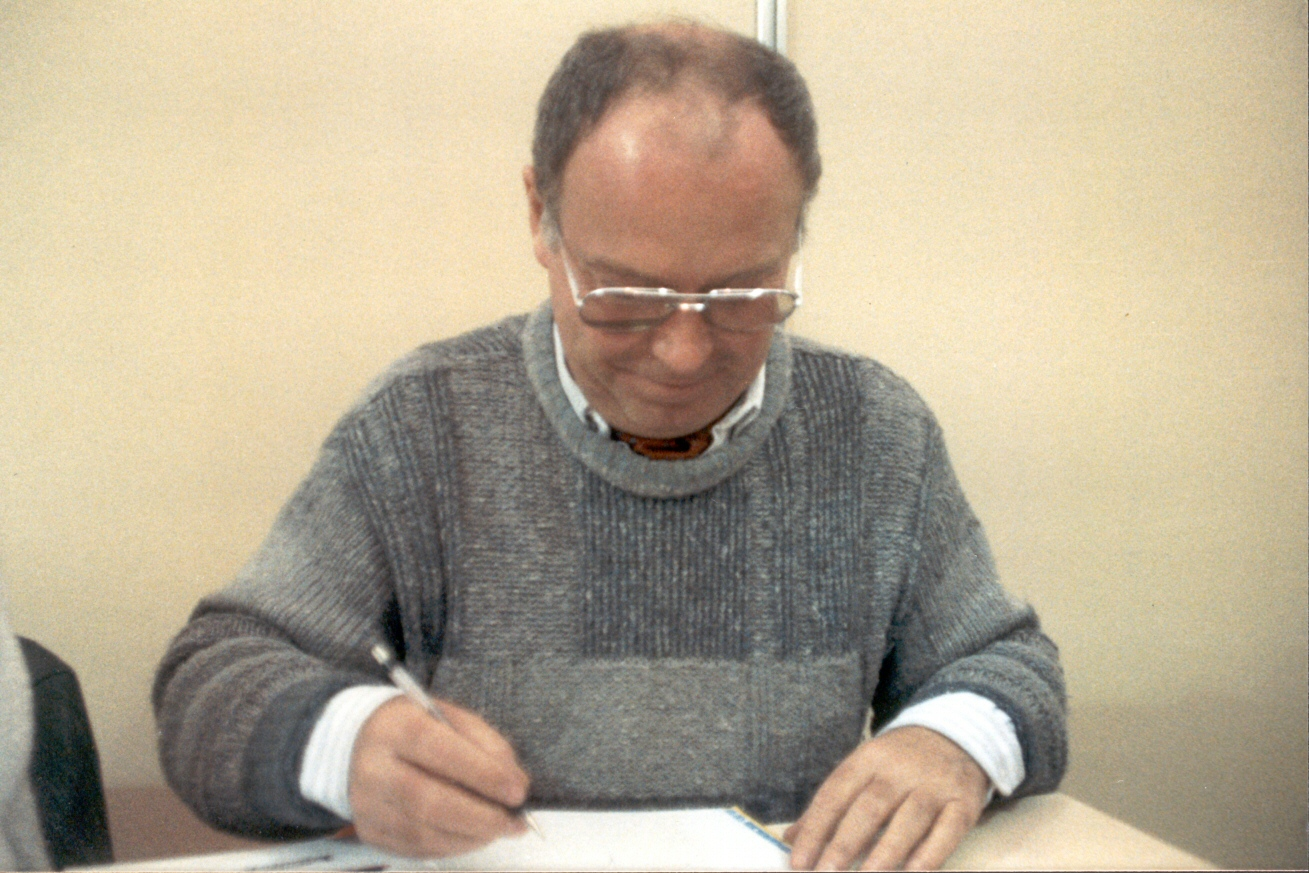
Tibet im Jahr 1989

Gilbert Gascard (* 29. Oktober 1931 in Marseille; † 3. Januar 2010 in Roquebrune-sur-Argens) war ein französischer Comiczeichner, Szenarist und Karikaturist. Sein Spitzname Tibet aus Kindertagen (eine Verballhornung aus „petit Gilbert“, dt. „Klein-Gilbert“) diente ihm später als Künstlername. Bekannt geworden ist er vor allem durch die Detektivgeschichten um den Journalisten Rick Master (im Original Ric Hochet) und den Funny-Comic Chick Bill, für den er größtenteils auch das Szenario entwarf.

## Leben und Werk
1936 übersiedelte er mit seiner Mutter und den drei Geschwistern nach Belgien. Dort startete er bereits 1947 seine zeichnerische Laufbahn. In dieser Zeit lernte er auch André-Paul Duchâteau kennen, mit dem er später häufig zusammenarbeitete. Ab 1949 veröffentlichte Tibet Zeichnungen in kleineren Magazinen, 1951 begann er, für das Tintin-Magazin als Illustrator zu arbeiten. Seine ersten Kurzgeschichten wurden darin ab 1952 veröffentlicht. Die humoristische Westernserie Chick Bill begann er im Jahr 1953; insgesamt wurden von ihr bis 2010 70 Alben herausgebracht. Von Ric Hochet, den Tibet 1955 schuf, erschienen zunächst nur wenige Kurzgeschichten; ab 1961 textete André-Paul Duchâteau, und eine Serie mit 78 Alben entstand (das letzte blieb unvollendet). Dazwischen startete Tibet 1958 die Serie Le club des peur-de-rien (dt. „Der Club der Furchtlosen“), die es bis 1979 auf 26 Episoden à 30 Seiten brachte. Bei der Serie Les 3 A, die zwischen 1962 und 1967 veröffentlicht wurde, unterstützte er zudem seinen damaligen Assistenten Mittéï. Tatsächlich war es so, dass Tibet Anfang der 1960er-Jahre mit drei parallel erscheinenden Fortsetzungscomics trotz seiner enormen Produktivität an die Grenzen seiner Kapazitäten stieß. Nicht zuletzt deshalb arbeitete er für Rick Master von Beginn an mit einem Assistenten zusammen, der die Hintergrundzeichnungen ausführte, zumal Tibets eigener Stil bis dahin noch immer deutlich von der Klaren Linie seines großen Vorbilds Hergé geprägt war. Auf Mittéï folgte 1967 Christian Denayer, ehe ab 1976 dessen Assistent Didier Desmit diesen Job übernahm, bis ihn 2004 Frank Brichau ablöste. In all der Zeit entwickelte sich auch Tibet selbst zu einem versierten naturalistischen Zeichner, entdeckte aber gleichzeitig ein bemerkenswertes karikaturistisches Talent: So wurde etwa in den Jahren 1971 und 1972 in Tintin unter dem Titel Tibetière eine Reihe markanter Prominentenporträts von ihm veröffentlicht, mit denen er später auch im Fernsehen auftrat. Tibets letzte Comicserie war Aldo Remy, die sich an ein erwachsenes Publikum richtete und von der ab 2006 insgesamt drei Alben veröffentlicht wurden, von denen die ersten beiden auf Französisch und Niederländisch erschienen. Das letzte Album von Aldo Remy wurde erst nach seinem Tod und nur auf Französisch publiziert.
Weitere Comics von Tibet waren u. a. Dave O’Flynn 1950–1952 und der One-shot Yoyo s’est évadé 1951, der auch die erste Comic-Veröffentlichung Tibets auf Deutsch werden sollte.

## Veröffentlichungen (Auswahl)
- 2006: La Révolte d’Aldo Remy, ISBN 978-2-7234-5650-0
  - 2006: Aldo Rémy in opstand, ISBN 978-90-6969-478-8
- 2008: Réveil brutal, ISBN 978-2-7234-6266-2
  - 2008 Wakker geschud: Harde ontwaken, ISBN 978-90-6969-586-0
- 2010 La Rage au coeur, ISBN 978-2-9534598-1-4